# Scutellonema blaberum
Scutellonema blaberum är en rundmaskart. Scutellonema blaberum ingår i släktet Scutellonema och familjen Hoplolaimidae. Inga underarter finns listade i Catalogue of Life.